# Groupe convertisseur
Vous pouvez aider à l'améliorer ou bien discuter des problèmes sur sa page de discussion.
- Il ne cite pas suffisamment ses sources. Vous pouvez indiquer les passages à sourcer avec {{référence nécessaire}} ou {{Référence souhaitée}}, et inclure les références utiles en les liant aux notes de bas de page. (Marqué depuis avril 2024)
- Certaines informations devraient être mieux reliées aux sources mentionnées dans la bibliographie ou les liens externes. Améliorez sa vérifiabilité en les associant par des références. (Marqué depuis avril 2024)

- Archive Wikiwix
- Bing
- Cairn
- DuckDuckGo
- E. Universalis
- Gallica
- Google
- G. Books
- G. News
- G. Scholar
- Persée
- Qwant
- (zh) Baidu
- (ru) Yandex
- (wd) trouver des œuvres sur Wikidata

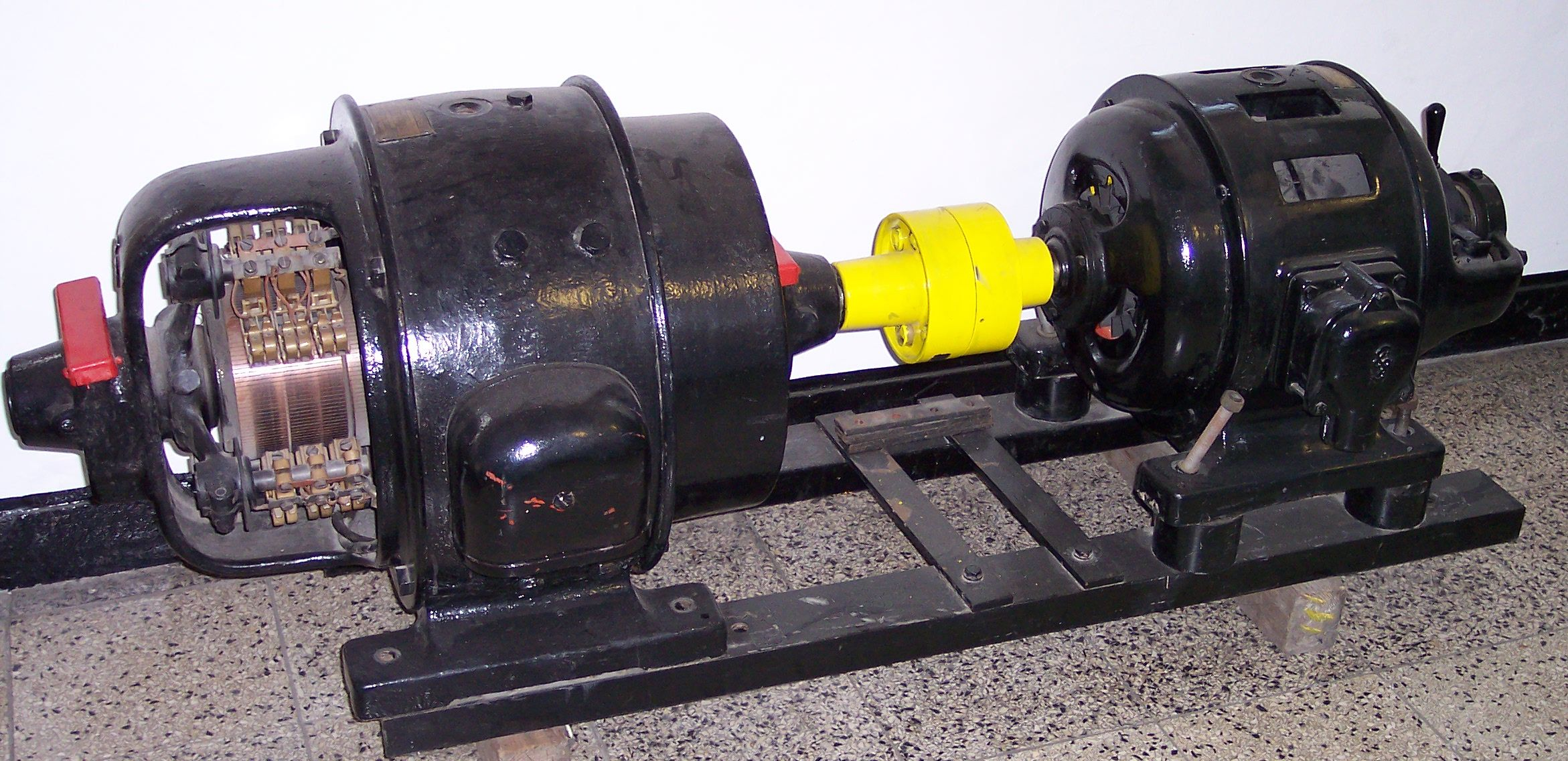
Un groupe convertisseur.

Un groupe convertisseur est un système électrotechnique permettant de modifier une alimentation électrique (tension / courant), en utilisant deux machines tournantes couplées mécaniquement. L'une est utilisée en moteur, l'autre en génératrice. Les caractéristiques différentes des deux machines permettent une transformation de l'énergie électrique au sens des tensions et des courants.
Malgré un rendement assez moyen et un taux d'usure assez important du collecteur de la machine à courant continu, l'intérêt principal du groupe convertisseur par rapport à une commutatrice est de permettre d'ajuster la tension continue avec précision.
Le 48 V continu nécessaire au fonctionnement des centraux téléphoniques était fourni par des groupes convertisseurs et ce jusqu'aux années 1975 dans les plus anciens centraux parisiens (le central téléphonique de Ménilmontant par exemple).